# Edward Cyran
Edward Cyran ps. „Edek” (ur. 27 lutego 1921 w Rzeszowie, zm. 10 października 1989) – uczestnik II wojny światowej, oficer aparatu bezpieczeństwa PRL.

## Życiorys
Syn Franciszka i Janiny. Skończył 7 klas szkoły podstawowej i do września 1939 pracował w Rzeszowie jako robotnik. W 1942 wstąpił do PPR i GL, żołnierz oddziału GL „Iskra” Józefa Bielendy działającego w okręgu rzeszowskim Obwodu Krakowskiego GL/AL. W AL otrzymał stopień podporucznika i został szefem sztabu Okręgu Rzeszowskiego AL. Następnie został funkcjonariuszem aparatu bezpieczeństwa i od 25 września do 19 grudnia 1944 był zastępcą kierownika PUBP w Przemyślu, a w styczniu 1945 został oficerem śledczym w WUBP w Poznaniu. Słuchacz Centralnej Szkoły MBP w Łodzi. Od marca 1945 szef PUBP w Ostrowie Wielkopolskim, od marca 1947 szef PUBP w Gorzowie Wielkopolskim, od grudnia 1947 szef PUBP w Chorzowie, od jesieni 1949 krótko naczelnik Wydziału Miejskiego WUBP w Katowicach, następnie szef PUBP w Tarnowskich Górach. 1 X 1950 – 1 VIII 1951 pracował w Departamencie III MBP, następnie w WUBP w Opolu. Służbę w aparacie bezpieczeństwa zakończył stopnia kapitana. 30 września 1952 został dyscyplinarnie zwolniony za współudział w zamordowaniu w 1944 dwóch jeńców sowieckich ukrywających się w powiecie łańcuckim.
W latach 70. był prezesem zarządu Izby Rzemieślniczej w Rzeszowie. 
Był odznaczony Orderem Krzyża Grunwaldu III klasy i Krzyżem Partyzanckim. W 1976 wyróżniony wpisem do „Księgi zasłużonych dla województwa rzeszowskiego”.